# Carlos R. Gallardo
Carlos R. Gallardo (Buenos Aires, 9 de julio de 1855-Buenos Aires, 8 de febrero de 1938) fue un ingeniero y botánico argentino, que se desempeñó como gobernador del Territorio Nacional de Río Negro entre 1906 y 1913.

## Biografía
Nacido en Buenos Aires en 1855, desarrolló su carrera como botánico e ingeniero. Fue funcionario del Departamento Nacional de Agricultura (predecesor del Ministerio de Agricultura) en las décadas de 1880 y 1890, actuando como representante en exposiciones en Argentina y Estados Unidos, contador, inspector agrónomo y de viñedos, botánico y arboricultor, en distintas dependencias de dicho Departamento. También fue dibujante del Departamento Nacional de Ingenieros.
En 1886 fue comisionado nacional para realizar estudios en el Territorio Nacional de Misiones, publicando dos años después un libro sobre la industria de la yerba mate. A partir de 1900 fue comisionado para el estudio de los territorios nacionales, recorriendo Chubut, Santa Cruz, Tierra del Fuego (estudiando al pueblo selknam) y Neuquén. En este último estuvo en 1903 para investigar los gobiernos de Lisandro Olmos y Juan I. Alsina. A lo largo de su carrera, publicó artículos en la prensa de Buenos Aires y dictó conferencias sobre los territorios nacionales. En 1904, fue designado inspector para la enseñanza de nivel secundario, y luego fue funcionario del Ministerio de Justicia e Instrucción Pública.
En 1906, fue designado gobernador del Territorio Nacional de Río Negro por el presidente José Figueroa Alcorta, desempeñando el cargo hasta 1913. En su mandato, gestionó ante el gobierno nacional la línea férrea entre San Antonio Oeste y San Carlos de Bariloche, y propuso una conferencia de gobernadores de territorios nacionales, que se realizó en marzo de 1913, junto al director de Territorios Isidoro Ruiz Moreno, el ministro del Interior Indalecio Gómez y otros funcionarios nacionales. En cuanto a la obra pública, se realizaron obras de irrigación en el valle inferior del río Negro y la isla Grande de Choele Choel, se finalizó un puente sobre el río Neuquén, se incentivó la producción agrícola-ganadera con una chacra experimental y se creó la primera escuela normal de la Patagonia argentina.
Entre 1919 y 1920 integró el Concejo Deliberante de la Municipalidad de la Ciudad de Buenos Aires. En 1922, fue enviado a Europa por el gobierno nacional, con el objeto de estudiar la construcción de viviendas económicas. Fue también presidente honorario de la Sociedad Rural de Río Negro y Neuquén, y miembro fundador y vocal de GÆA Sociedad Argentina de Estudios Geográficos. Falleció en Buenos Aires en 1938. Una calle de Viedma (Río Negro) lleva su nombre.

## Obra
- La industria yerbatera de Misiones (1898)[2]
- Territorio Nacional de Misiones: colonización austro-polaco, su comienzo, desarrollo y situación actual (1903)[2]
- Los onas. Tierra del Fuego (1910)[2]